# Сербська література
Під поняттям «Сербська література» розуміють літературні твори сербською мовою або сербського походження.
Сербська література бере початок від теологічних робіт Х-XI століття, і з XIII століття розвивалася за сприяння святого Савви та його послідовників. Після розпаду Сербської держави та сусідніх країн у XV столітті, була перерва в розвитку сербської літератури. Відродження літературного мистецтва почалося у XVIII столітті з Воєводини, що на той час перебувала в підпорядкуванні Австро-Угорської імперії, та активна фаза розвитку почалася після Сербської революції (1804—1815 роки) та здобуття Сербією незалежності.
Починаючи з часів Середньовіччя в сербській літературі домінували фольклорні пісні та бувальщини, що передавалися від покоління до покоління. Історичною подією в XIV столітті стала епічна поема «Битва Косово», що дала поштовх для розвитку сербської поезії в цілому. Епос та лірика, драма і проза кожного класу — всі вони відображають тріумфальну мелодію або відчай боротьби сербського народу про ти численних завойовників. Маючи менші літературні можливості, ніж в інших європейських країнах, Сербія в цій сфері зазнавала зовнішнього впливу. Це чітко відображено в простоті думок та почуттів чоловіків і жінок, які цілком щиро люблять свою країну та готові віддати своє життя за її незалежність та свободу. Найбільш повно це можна відчути в складні періоди для життя країни, під час боротьби з турецькими, австро-угорськими та венеційськими поневолювачами.

## Сучасний період

### Бароко
Сербська література у Воєводині вибудовувалася за Середньовічними традиціями, під впливом старої Сербії, російського бароко та сербського бароко у Воєводині, що сформувало слов'яно-сербську мову. Серед найвідоміших авторів того часу були Джордже Бранкович, Васіліє III Петрович-Нєгош, Гавріл Стефанович Венцлович, Мойсеє Путнік, Павле Юлінач, Йован Райіч, Захаріє Орфелін.